# 花形みつる
花形 みつる（はながた みつる、1953年 - ）は、日本の児童文学作家。

## 人物
神奈川県横須賀市生まれ。東京学芸大学教育学部卒業。1988年に『逃げろ!!ウルトラマン』で第25回文藝賞候補となった後に、児童文学に進む。「花形みつる」はペンネームで、『巨人の星』から取った。
1998年『ドラゴンといっしょ』で野間児童文芸新人賞、2000年『サイテーなあいつ』で新美南吉児童文学賞、2001年『ぎりぎりトライアングル』で日本児童文学者協会賞、野間児童文芸賞、2020年『徳治郎とボク』で産経児童出版文化賞大賞受賞。ヤングアダルト小説も手がける。
2023年、『Go Forward！ 櫻木学院高校ラグビー部の熱闘』が「Go Forward！」というタイトルで舞台化された。

## 著書
- 『ゴジラの出そうな夕焼けだった』河出書房新社 1991年3月 のち文庫
- 『逃げろ!!ウルトラマン』河出書房新社 1991年7月
- 『半魚人あらわる』河出書房新社 1992年7月
- 『花形みつるの「こどもの事情」講座』河出書房新社 1994年11月
- 『一瞬の原っぱ』河出書房新社 1995年4月
- 『永遠のトララ』河出書房新社 1996年9月
- 『ドラゴンといっしょ』河出書房新社 1997年8月
- 『サイテーなあいつ』講談社 1999年12月
- 『グッバイムカつきベイビー』佼成出版社 2001年4月
- 『ぎりぎりトライアングル』講談社 2001年4月
- 『わがままガールズ 』佼成出版社 2003年9月
- 『フルメタル・ビューティー! 1-2』講談社 2005年7月
- 『ベッシーによろしく』学習研究社 2005年10月
- 『荒野のマーくん』偕成社 2006年3月
- 『ラブ&ランキング! イケテナイ♀(女子)とオレサマ♂(男子)の無敵な恋』ポプラ社 2007年4月
- 『アート少女 根岸節子とゆかいな仲間たち』ポプラ社 2008年4月
- 『椿先生、出番です!』理論社 2009年1月
- 『遠まわりして、遊びに行こう』理論社 2010年2月
- 『君の夜を抱きしめる』理論社 2012年7月
- 『おひさまへんにブルー』国土社 2015年5月
- 『しばしとどめん北斎羽衣』理論社 2015年6月
- 『キノコのカミサマ』金の星社 2016年7月
- 『徳治郎とボク』理論社 2019年4月
- 『Go Forward！ 櫻木学院高校ラグビー部の熱闘 』ポプラ社 2019年9月
- 『落窪物語 かわいそうな姫君と勇敢な侍女の友情と冒険』偕成社 2021年12月